# U 977 (1943)
El U 977 fue un submarino de guerra Alemán del Tipo VII-C, rendido por su propia tripulación el 17 de agosto de 1945 en la Base Naval de Mar del Plata, Argentina. 

## El submarino
El U 977 fue botado el 2 de marzo de 1943 en los astilleros Blohm & Voss de Hamburgo, poseía un desplazamiento de 770/870 toneladas. Tenía una autonomía de 10 000 km, llegando a una velocidad en superficie de 17 nudos y en inmersión de 7 nudos. Su armamento estaba constituido por 5 tubos lanzatorpedos, cuatro a proa y uno en popa, y diez torpedos de 21”. Poseía además cuatro ametralladoras antiaéreas de 37 mm y cuatro de 20 mm. Fue equipado con un sistema FU-M-B que detectaba las ondas de radar, snorkel y los últimos sistemas para burlar las naves antisubmarinas enemigas, como la incorporación de una válvula retráctil, que le permitía tomar aire y expulsar los gases de los motores sin delatar su posición.
En diciembre de 1944, la Kriegsmarine había designado como su comandante al teniente de navío Heinz Schäffer, un oficial nacido en Berlín que se haría cargo de la nave mientras esta era modernizada. Hasta el momento de su última travesía, el historial de servicio del sumergible no era nada impresionante, había prestado servicio en las flotillas 5, 21 y 31 y había realizado solo una misión con resultados nulos.

## El viaje
El 13 de abril de 1945, el U 977 zarpa del puerto de Kiel rumbo a Noruega, para comenzar en aguas de ese país con la instrucción de la tripulación y el uso del snorkel. Finalmente el 2 de mayo la nave abandonaría el puerto de Kristiansand hacia la misión asignada: permanecer frente a Southampton para atacar naves aliadas, y de ser posible ingresar en el puerto. Pero a poco de partir, una avería irreparable en el periscopio frustro la misión, decidiendo Schäffer continuar con la misión, ya que si regresaban a puerto seguramente serían enviados a combatir en tierra.
El 4 de mayo, al finalizar la guerra, el U 977 se encontraba a la altura de la costa noruega. Ignorando la orden de rendición, el sumergible puso rumbo oeste, hacia el océano Atlántico. Según declaraciones de Schäffer, se sometió a votación cual sería el destino al que se dirigirían. Treinta tripulantes optaron por ir a la Argentina, dos a España y dieciséis, la mayoría de ellos con esposa e hijos, optaron por regresar a Alemania. Estos últimos serían desembarcados en las cercanías de Bergen la noche siguiente, dejando al sumergible sin la mayoría de la tripulación experimentada.

### Los 66 días en inmersión
Debido al intenso patrullaje aéreo y naval al que estaba sometido el Atlántico, la mayor parte de la travesía se efectuó en inmersión, teniendo que utilizar el snorkel para recargar los acumuladores. Al cabo de dos meses, el interior del submarino se volvió inhabitable al cubrirse de moho. Los marinos, con los rostros macilentos y los ojos hundidos, sufrían el prolongado encierro en un submarino que navegaba constantemente a una profundidad promedio de 80 metros, algo nunca intentado hasta el momento. 
Era lógico que estas condiciones y el reducido espacio dentro del submarino generara en la tripulación alteraciones por cualquier nimiedad que llegaban incluso a las agresiones verbales. Pese a su poca experiencia, Schäffer pudo controlar la situación en todo momento, teniendo incluso que separar a su primer oficial del cargo por cuestionar su autoridad legal.
Luego de 66 días de navegación, habiendo pasado ya la peligrosa zona en torno a Gibraltar, el U 977 finalmente emergió a la superficie, habiendo logrado un récord de navegación en inmersión para una nave no preparada para tal logró, y normalizando la situación de la tripulación que volvió a sus tareas señaladas en el reglamento. Al momento de su rendición el submarino se encontraba en óptimas condiciones de mantenimiento y limpieza.
El investigador argentino Julio B. Mutti ha editado un libro en el año 2013, en el cual, mediante un exhasutivo análisis de los documentos existente, las memorias del comandante Schäffer y los datos estrictamente técnicos del U-977, ha llegado a la conclusión de que los días de viaje sumergido, muy probablemente, fueron bastante menos de 66.

## La rendición
Como había ocurrido 40 días antes con el U-530, Schäffer iba a identificar a su submarino mediante señales de luces, lo que nuevamente tomaría por sorpresa a la dotación apostada en la base marplatense. Cuando al oficial de guardia la avisaron que un submarino alemán estaba aguas adentro tratando de rendirse, lo primero que hizo fue comunicarse con el Estado Mayor Naval para pedir instrucciones. Luego de esto, el barreminas ARA Py y dos submarinos argentinos salieron al encuentro del U-Boot, a casi tres millas de la costa y procedieron a abordar la nave. Ya en tierra la tripulación fue internada y sometida a interrogatorio. 
A diferencia del U-530, Schäffer conservaba a bordo la bitácora y las cartas de navegación que indicaban los presuntos movimientos del submarino hasta llegar a Mar del Plata. Asimismo, todos los torpedos se encontraban intactos.
Al día siguiente, el comandante del U 977 firmó el acta de rendición del submarino y la tripulación fue trasladada a Buenos Aires para nuevos interrogatorios.
Finalmente, la tripulación sería enviada a los Estados Unidos, luego enviada a Alemania y liberados en menos de un año. Para Schäffer, las cosas no iban a ser tan fáciles, sería interrogado en Estados Unidos y luego enviado a Inglaterra para nuevos interrogatorios por parte de los británicos.

## El fin
Finalmente en septiembre de 1945, tanto el U 977 como el U-530 serían llevados a Estados Unidos, navegando por sus propios medios. Una vez retirados los equipos más delicados de ambas naves, la armada estadounidense ordenó que fueran torpedeados y hundidos como barco objetivo en el Atlántico, cosa que ocurrió en noviembre de 1946 con el U 977, al ser torpedeado por el submarino USS Atule. De esta manera terminó la vida de los últimos «lobos grises» que navegaron libres de la temida flota submarina de la Kriegsmarine, junto a más de 700 U-boot hundidos durante el conflicto.